# Pneophyllum elegans
Pneophyllum elegans Kloczcova & Demesh., 1987 é o nome botânico de uma espécie de algas vermelhas pluricelulares do gênero Pneophyllum, família Corallinaceae, subfamília Mastophoroideae.
- São algas marinhas encontradas na Rússia.

## Sinonímia
- Não apresenta sinônimos.